# 日本国見在書目録

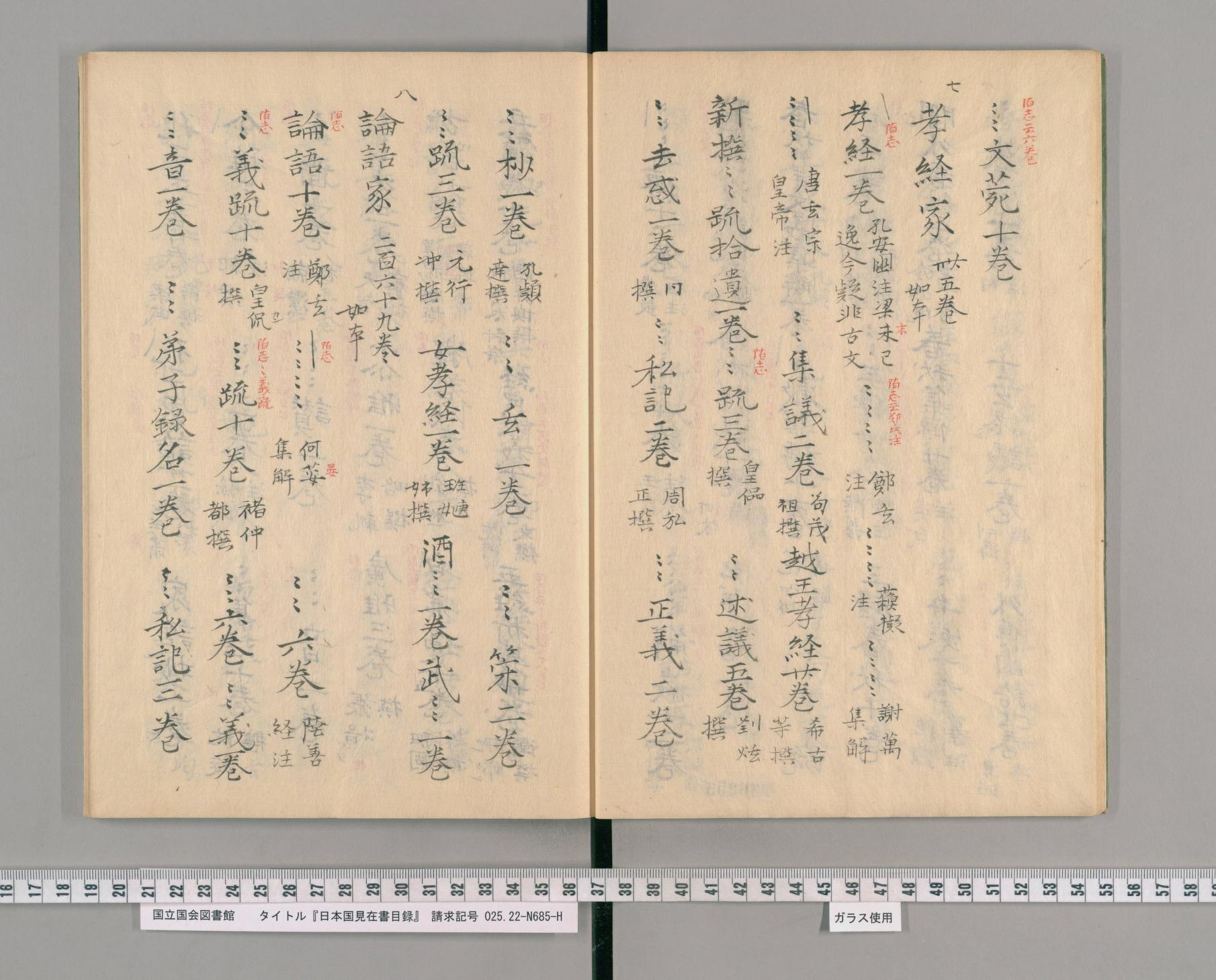
国立国会図書館デジタルコレクション
『日本国見在書目録』の「孝経家」「論語家」の頁。

『日本国見在書目録』（にほんこくげんざいしょもくろく）は、寛平3年（891年）ごろ藤原佐世が作成した日本最古の漢籍の分類目録であり、載せられた漢籍の多くは現存しない。
漢籍目録としては『隋書』経籍志と『旧唐書』経籍志の中間の年代にあたり、また中国の目録に見えない書籍も含まれるため、中国学・目録学においても重視される。

## 内容
『日本国見在書目録』は宇多天皇の命によって、寛平年間に藤原佐世が編纂した。おそらく貞観17年（875年）に冷然院の火災によって多くの書物を失ったことを契機とする。
載せられている書籍は1579部、16790巻に達する。
分類は『隋書』経籍志に倣った四部分類で、40類に分けられている。分類だけでなく注釈も『隋書』にしたがった所がある。

## テキスト
室生寺本（現・宮内庁書陵部蔵）が最古の写本であり、この本を文政年間に狩谷棭斎が入手してから世に知られるようになった。室生寺本はその後に森立之の手にわたった。
『続群書類従』巻884に収録されているが、多少の誤脱がある。『古逸叢書』にも収めるが、誤記が非常に多いという。
室生寺本の影印本が古典保存会(1925)、名著刊行会(1976、再版1996)で版されている。